# Michał Franciszek Starzeński
Michał Franciszek Starzeński urodzony jako Łukasz herbu Lis (ur. 1715, zm. 1779) – benedyktyn, opat lubiński, autor pism teologicznych.
Brat Józefa Nikodema, Macieja Maurycego, Melchiora i Piotra.